# Vuelta a España 2024/3. Etappe
Die 3. Etappe der Vuelta a España 2024 fand am 19. August 2024 statt. Sie bildete den letzten Abschnitt des Auslandstarts der 79. Austragung des spanischen Etappenrennens in Portugal. Die Strecke führte von Lousã über 191,2 Kilometer nach Castelo Branco. Nach der Etappe hatten die Fahrer 379,2 Kilometer absolviert, was 12,03 % der Gesamtdistanz entspricht.
Der Etappensieg ging an den gesamtführenden Wout van Aert (Team Visma-Lease a Bike), der sich im Massensprint vor Kaden Groves (Alpecin-Deceuninck) und Jon Aberasturi (Euskaltel-Euskadi) durchsetzte. Zugleich baute der Belgier seinen Vorsprung in der Gesamtwertung aus.

## Streckenverlauf
Nach dem offiziellen Start führte die Strecke auf hügeligem Terrain über Góis nach Arganil, ehe es flach nach Coja ging. Bei Vide begann die Straße nach 66,5 Kilometern anzusteigen und führte auf die Alto de Teixeira (860 m), auf der bei Kilometer 84 eine Bergwertung der 2. Kategorie abgenommen wurde. Der Anstieg führte die Fahrer zugleich über die Serra da Estrela, ehe es leicht abschüssig nach Covilhã ging. In Fundão wurde bei Kilometer 139,8 der einzige Zwischensprint ausgefahren, bei dem auch Zeitbonifikationen vergeben wurden. Auf der N18 begann die Straße nun wieder zu steigen und führte für 6,4 Kilometer mit einer durchschnittlichen Steigung von 3,4 % auf die Alto de Alpedrinha (740 m). Diese befand sich auf der N18 und galt als Bergwertung der 4. Kategorie. Die Kuppe wurde 42,6 Kilometer vor dem Ziel überquert, ehe es leicht abschüssig ins südliche Alcains ging. Der Zielort Castelo Branco wurde aus nördlicher Richtung über die N18 erreicht.
|                            | Ort                | Kilometer | Länge (km) | Höhe (m) | Ø Steigung |
| -------------------------- | ------------------ | --------- | ---------- | -------- | ---------- |
| neutralisierter Start      | Lousã              | −7,2      |            |          |            |
| offizieller Start          | N342               | 0         |            |          |            |
| Bergwertung (2. Kategorie) | Alto de Teixeira   | 84        | 17,5       | 860      | 3,2 %      |
| Zwischensprint             | Fundão             | 139,8     |            |          |            |
| Bonussprint                | Fundão             |           |            |          |            |
| Bergwertung (4. Kategorie) | Alto de Alpedrinha | 148,6     | 6,4        | 263      | 3,4 %      |
| Ziel                       | Castelo Branco     | 191,2     |            |          |            |

## Rennverlauf
Unmittelbar nach dem Start setzten sich mit Xabier Isasa, Luis Ángel Maté (beide Euskaltel-Euskadi), Unai Iribar und Ibon Ruiz (beide Kern Pharma) vier Fahrer vom Hauptfeld ab. Nach rund 20 Kilometern versuchten sich auch Stefan Küng (Groupama-FDJ), Victor Campenaerts (Lotto Dstny) und Kasper Asgreen (Soudal Quick-Step) vom Peloton zu lösen, was ihnen jedoch nicht gelang. Im Hauptfeld übernahmen die Mannschaften Visma-Lease a Bike und Alpecin-Deceuninck die Nachführarbeit, wobei die Ausreißer einen maximalen Vorsprung von rund fünf Minuten herausfahren konnten.
Im Sprint um die Bergwertung auf der Alto de Teixeira (860 m) setzte sich Luis Ángel Maté vor seinem Teamkollegen Xabier Isasa und Ibon Ruiz durch, womit er die Führung in der Sonderwertung übernahm. Xabier Isasa holte beim Zwischensprint die meisten Punkte, ehe der gesamtführende Wout van Aert (Visma-Lease a Bike) als Fünfter die verbliebenen 10 Punkte vor Kaden Groves (Alpecin-Deceuninck) holte. Rund 40 Kilometer vor dem Ziel führte Luis Ángel Maté auch über die Alto de Alpedrinha und baute seinen Vorsprung in der Bergwertung weiter aus. Hinter ihm sicherte sich Ibon Ruiz den letzten verbliebenen Punkt. Auf den anschließenden Kilometern zerfiel die Ausreißergruppe, wobei Xabier Isasa als letzter Fahrer rund 20 Kilometer vor dem Ziel gestellt wurde.
Auf den letzten zwei Kilometern griff Victor Campenaerts erneut an und konnte eine kleine Lücke auf das Hauptfeld herausfahren. Dahinter versuchte Vito Braet (Intermarché-Wanty) die Lücke zu dem Belgier zu schließen, was ihm jedoch nicht gelang. Durch die Bemühungen der Alpecin-Deceuninck-Mannschaft konnte der Ausreißer jedoch auf dem letzten Kilometer wieder eingeholt werden, ehe Edward Planckaert (Alpecin-Deceuninck) den Sprint für Kaden Groves anfuhr. Rund 200 Meter vor dem Ziel eröffnete Wout van Aert jedoch den Sprint aus der dritten Position und feierte seinen ersten Vuelta-a-España-Etappensieg. Die Plätze zwei und drei gingen an Kaden Groves und Jon Aberasturi (Euskaltel-Euskadi).
In der Gesamtwertung baute Wout van Aert seinen Vorsprung aufgrund der Zeitbonifikationen auf 13 Sekunden aus. Auf den nachfolgenden Rängen folgten nach wie vor Brandon McNulty (UAE Team Emirates) und Mathias Vacek (Lidl-Trek), wobei letzterer die Nachwuchswertung anführte. Weiters lag Wout van Aert nun auch an der Spitze der Punktewertung, während Luis Ángel Maté die Führung in der Bergwertung von Stefan Küng übernahm. Xabier Isasa wurde zum aktivsten Fahrer gewählt, während das UAE Team Emirates nach wie vor an der Spitze der Mannschaftswertung lag. Alle 175 Starter erreichten das Ziel.

## Ergebnis
| \| Etappenergebnis \| Etappenergebnis \| Etappenergebnis \| Etappenergebnis \| Etappenergebnis \| \| Fahrer \| Fahrer \| Land \| Team \| Zeit \| \| --------------- \| ------------------ \| --------------- \| -------------------------- \| --------------- \| \| 1. \| Wout van Aert \| Belgien \| Team Visma \\| Lease a Bike \| 4 h 40 min 42 s \| \| 2. \| Kaden Groves \| Australien \| Alpecin-Deceuninck \| + 0 s \| \| 3. \| Jon Aberasturi \| Spanien \| Euskaltel-Euskadi \| + 0 s \| \| 4. \| Arne Marit \| Belgien \| Intermarché-Wanty \| + 0 s \| \| 5. \| Pavel Bittner \| Tschechien \| Team dsm-firmenich PostNL \| + 0 s \| \| 6. \| Corbin Strong \| Neuseeland \| Israel-Premier Tech \| + 0 s \| \| 7. \| Arjen Livyns \| Belgien \| Lotto Dstny \| + 0 s \| \| 8. \| Bryan Coquard \| Frankreich \| Cofidis \| + 0 s \| \| 9. \| Antonio Jesús Soto \| Spanien \| Equipo Kern Pharma \| + 0 s \| \| 10. \| Carlos Canal \| Spanien \| Movistar Team \| + 0 s \| |                    |            |                            |                 |
| |                    |            |                            |                 |
| Quelle: ProCyclingStats |                    |            |                            |                 |
| Etappenergebnis |                    |            |                            |                 |
| Fahrer | Fahrer             | Land       | Team                       | Zeit            |
| 1. | Wout van Aert      | Belgien    | Team Visma \| Lease a Bike | 4 h 40 min 42 s |
| 2. | Kaden Groves       | Australien | Alpecin-Deceuninck         | + 0 s           |
| 3. | Jon Aberasturi     | Spanien    | Euskaltel-Euskadi          | + 0 s           |
| 4. | Arne Marit         | Belgien    | Intermarché-Wanty          | + 0 s           |
| 5. | Pavel Bittner      | Tschechien | Team dsm-firmenich PostNL  | + 0 s           |
| 6. | Corbin Strong      | Neuseeland | Israel-Premier Tech        | + 0 s           |
| 7. | Arjen Livyns       | Belgien    | Lotto Dstny                | + 0 s           |
| 8. | Bryan Coquard      | Frankreich | Cofidis                    | + 0 s           |
| 9. | Antonio Jesús Soto | Spanien    | Equipo Kern Pharma         | + 0 s           |
| 10. | Carlos Canal       | Spanien    | Movistar Team              | + 0 s           |

## Gesamtstände
| \| Gesamtwertung \| Gesamtwertung \| Gesamtwertung \| Gesamtwertung \| Gesamtwertung \| \| Fahrer \| Fahrer \| Land \| Team \| Zeit \| \| ------------- \| --------------- \| ------------------ \| -------------------------- \| ---------------- \| \| 1. \| Wout van Aert \| Belgien \| Team Visma \\| Lease a Bike \| 10 h 05 min 59 s \| \| 2. \| Brandon McNulty \| Vereinigte Staaten \| UAE Team Emirates \| + 13 s \| \| 3. \| Mathias Vacek \| Tschechien \| Lidl-Trek \| + 15 s \| \| 4. \| Stefan Küng \| Schweiz \| Groupama-FDJ \| + 19 s \| \| 5. \| Edoardo Affini \| Italien \| Team Visma \\| Lease a Bike \| + 21 s \| \| 6. \| Mauro Schmid \| Schweiz \| Team Jayco AlUla \| + 29 s \| \| 7. \| Primož Roglič \| Slowenien \| Red Bull-Bora-Hansgrohe \| + 30 s \| \| 8. \| Bruno Armirail \| Frankreich \| Decathlon-AG2R La Mondiale \| + 31 s \| \| 9. \| João Almeida \| Portugal \| UAE Team Emirates \| + 32 s \| \| 10. \| Nélson Oliveira \| Portugal \| Movistar Team \| + 33 s \| |                 |                    |                            |                  |
| |                 |                    |                            |                  |
| Quelle: ProCyclingStats |                 |                    |                            |                  |
| Gesamtwertung |                 |                    |                            |                  |
| Fahrer | Fahrer          | Land               | Team                       | Zeit             |
| 1. | Wout van Aert   | Belgien            | Team Visma \| Lease a Bike | 10 h 05 min 59 s |
| 2. | Brandon McNulty | Vereinigte Staaten | UAE Team Emirates          | + 13 s           |
| 3. | Mathias Vacek   | Tschechien         | Lidl-Trek                  | + 15 s           |
| 4. | Stefan Küng     | Schweiz            | Groupama-FDJ               | + 19 s           |
| 5. | Edoardo Affini  | Italien            | Team Visma \| Lease a Bike | + 21 s           |
| 6. | Mauro Schmid    | Schweiz            | Team Jayco AlUla           | + 29 s           |
| 7. | Primož Roglič   | Slowenien          | Red Bull-Bora-Hansgrohe    | + 30 s           |
| 8. | Bruno Armirail  | Frankreich         | Decathlon-AG2R La Mondiale | + 31 s           |
| 9. | João Almeida    | Portugal           | UAE Team Emirates          | + 32 s           |
| 10. | Nélson Oliveira | Portugal           | Movistar Team              | + 33 s           |

| Punktewertung | Punktewertung   | Punktewertung      | Punktewertung              | Punktewertung |
| Fahrer        | Fahrer          | Land               | Team                       | Punkte        |
| ------------- | --------------- | ------------------ | -------------------------- | ------------- |
| 1.            | Wout van Aert   | Belgien            | Team Visma \| Lease a Bike | 98 P.         |
| 2.            | Kaden Groves    | Australien         | Alpecin-Deceuninck         | 90 P.         |
| 3.            | Luis Ángel Maté | Spanien            | Euskaltel-Euskadi          | 35 P.         |
| 4.            | Corbin Strong   | Neuseeland         | Israel-Premier Tech        | 35 P.         |
| 5.            | Jon Aberasturi  | Spanien            | Euskaltel-Euskadi          | 34 P.         |
| 6.            | Ibon Ruiz       | Spanien            | Equipo Kern Pharma         | 34 P.         |
| 7.            | Mathias Vacek   | Tschechien         | Lidl-Trek                  | 32 P.         |
| 8.            | Pavel Bittner   | Tschechien         | Team dsm-firmenich PostNL  | 31 P.         |
| 9.            | Pau Miquel      | Spanien            | Equipo Kern Pharma         | 24 P.         |
| 10.           | Brandon McNulty | Vereinigte Staaten | UAE Team Emirates          | 20 P.         |

| Bergwertung | Bergwertung     | Bergwertung | Bergwertung             | Bergwertung |
| Fahrer      | Fahrer          | Land        | Team                    | Punkte      |
| ----------- | --------------- | ----------- | ----------------------- | ----------- |
| 1.          | Luis Ángel Maté | Spanien     | Euskaltel-Euskadi       | 9 P.        |
| 2.          | Xabier Isasa    | Spanien     | Euskaltel-Euskadi       | 3 P.        |
| 3.          | Ibon Ruiz       | Spanien     | Equipo Kern Pharma      | 3 P.        |
| 4.          | Stefan Küng     | Schweiz     | Groupama-FDJ            | 2 P.        |
| 5.          | Roger Adrià     | Spanien     | Red Bull-Bora-Hansgrohe | 1 P.        |

| Nachwuchswertung | Nachwuchswertung  | Nachwuchswertung       | Nachwuchswertung          | Nachwuchswertung |
| Fahrer           | Fahrer            | Land                   | Team                      | Zeit             |
| ---------------- | ----------------- | ---------------------- | ------------------------- | ---------------- |
| 1.               | Mathias Vacek     | Tschechien             | Lidl-Trek                 | 10 h 06 min 14 s |
| 2.               | Mauro Schmid      | Schweiz                | Team Jayco AlUla          | + 14 s           |
| 3.               | Florian Lipowitz  | Deutschland            | Red Bull-Bora-Hansgrohe   | + 19 s           |
| 4.               | Mattias Skjelmose | Dänemark               | Lidl-Trek                 | + 20 s           |
| 5.               | Filippo Baroncini | Italien                | UAE Team Emirates         | + 24 s           |
| 6.               | Antonio Tiberi    | Italien                | Bahrain Victorious        | + 25 s           |
| 7.               | Marco Frigo       | Italien                | Israel-Premier Tech       | + 26 s           |
| 8.               | Pablo Castrillo   | Spanien                | Equipo Kern Pharma        | + 27 s           |
| 9.               | Thymen Arensman   | Niederlande            | Ineos Grenadiers          | + 27 s           |
| 10.              | Max Poole         | Vereinigtes Königreich | Team dsm-firmenich PostNL | + 35 s           |

| Mannschaftswertung | Mannschaftswertung         | Mannschaftswertung           | Mannschaftswertung |
| Team               | Team                       | Land                         | Zeit               |
| ------------------ | -------------------------- | ---------------------------- | ------------------ |
| 1.                 | UAE Team Emirates          | Vereinigte Arabische Emirate | 30 h 19 min 19 s   |
| 2.                 | Lidl-Trek                  | Vereinigte Staaten           | + 12 s             |
| 3.                 | Team Visma \| Lease a Bike | Niederlande                  | + 13 s             |
| 4.                 | Red Bull-Bora-Hansgrohe    | Deutschland                  | + 24 s             |
| 5.                 | Ineos Grenadiers           | Vereinigtes Königreich       | + 40 s             |
| 6.                 | Team Jayco AlUla           | Australien                   | + 54 s             |
| 7.                 | Bahrain Victorious         | Bahrain                      | + 59 s             |
| 8.                 | Groupama-FDJ               | Frankreich                   | + 1 min 13 s       |
| 9.                 | Decathlon-AG2R La Mondiale | Frankreich                   | + 1 min 14 s       |
| 10.                | Equipo Kern Pharma         | Spanien                      | + 1 min 15 s       |